# Jogada X
Jogada X é uma jogada de ataque utilizada no voleibol. É utilizada quando o atacante de ponta atrapalha o bloqueador de meio em seu ato de bloqueio. O atacante de ponta faz um ataque com uma bola rápida de tempo à frente, com o central fintando o bloqueio como se fora bater uma meia bola atrás do levantador.
Esta jogada tem este nome pois quando o levantador vai combinar a jogada com seus atacantes, ele faz um sinal de X com os dedos.